# 比科尔半岛

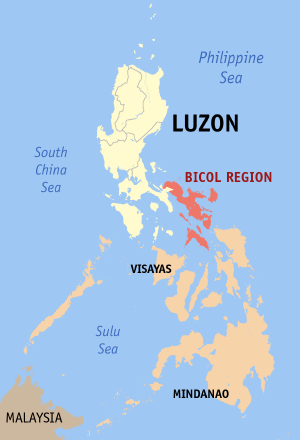
比科爾地區在菲律賓的位置

比科尔半岛（英语：Bicol Peninsula）位于菲律宾吕宋岛东南部，面积12,070平方公里。岸线曲折，多海湾和次半岛。半岛由盛产大米的比科尔平原和肥沃的火山高地组成，著名的活火山马荣火山即位于半岛东南部。农业发达，农村人口稠密。比科尔半岛是菲律宾第十五大种族比科尔人的发源地，其教育及经济中心为半岛中部的那牙。其他主要城市还有黎牙实比，索索贡等。比科尔半岛曾经是菲律宾共产党的一个据点。第二次世界大戰期間的日本陸軍亦曾設有比科爾支隊。